# Тривіальність
Тривіальність — це крайній ступінь спрощення. Термін часто вживається у формі прикметника або прислівника, в математиці щодо об'єктів, найпростіших у своєму класі. Тривіальність не має універсального визначення. 

## Етимологія
Походить від тривіуму (лат. trivium), одного із ступенів в традиційній (середньовічній) освіті. 

## Приклади в математиці
- 0 (або нульовий вектор) — це тривіальне рішення лінійного рівняння типу Ax = 0
- Порожня множина — це тривіальний об'єкт теорії множин
- Стала функція і, іноді, тотожна функція в багатьох контекстах вважаються тривіальними функціями
- Початковий і термінальний об'єкти, формалізація тривіальності в теорії категорій 
  - Тривіальні об'єкти в алгебрі
- Тривіальне подання в теорії представлень
- Тривіальні топології в загальній топології: дискретна топологія і антидискретна топологія
- Тривіальне розшарування